# سنگ‌نگاره سراب بهرام
نقش‌برجسته سراب بهرام نقش‌برجسته‌ای مربوط به دوره ساسانیان یکی از آثار تاریخی استان فارس است و در ۳ کیلومتری نورآباد (ممسنی)، پائین شاپور وفهلیان روستای سراب بهرام جای گرفته‌است. در این اثر، تصویر بهرام دوم و بزرگان ساسانی دیده می‌شوند. این اثر در تاریخ ۱۲ اسفند ۱۳۱۵ با شمارهٔ ثبت ۲۷۸ به‌عنوان یکی از آثار ملی ایران به ثبت رسیده‌است.
در این نقش‌برجسته پنج نفر بر روی سنگ کنده‌کاری شده‌اند. در میانه بهرام دوم در حالت نشسته دیده می‌شود که شمشیر خود را به نشانه توانمندی، نیرومندی، اقتدار و قدرت با هر دو دست نگه داشته‌است. انتساب این نقش‌برجسته به بهرام دوم، به دلیل شکل تاج منحصربه‌فرد این پادشاه است، چرا که در زمان ساسانیان هر پادشاه تاج یا تاج‌های ویژه خود را داشته‌است. در دو سوی پادشاه، از هر سو دو تن از بزرگان کشور ایستاده‌اند که انگشت اشاره دست خود را به نشانه بزرگداشت و احترام به پادشاه، بالا نگه داشته‌اند.در تاریخ ۱۴۰۳/۰۱/۱۶
حسین فیضی، پژوهشگر دوره ساسانیان، در گفت‌وگو با کانال خبری میراث‌خبر، از درهم شکستن تاج بهرام دوم ساسانی در نقش‌برجسته خبر داده است. به گفته او، آثار مواد منفجره (ترقه) روی این نقش، احتمال تخریب آن در چهارشنبه‌سوری را افزایش می‌دهد.
متاسفانه هیچ اقدام حفاظتی و مراقبتی از این اثر ارزشمند ایران زمین انجام نمیشود .

## نگارخانه

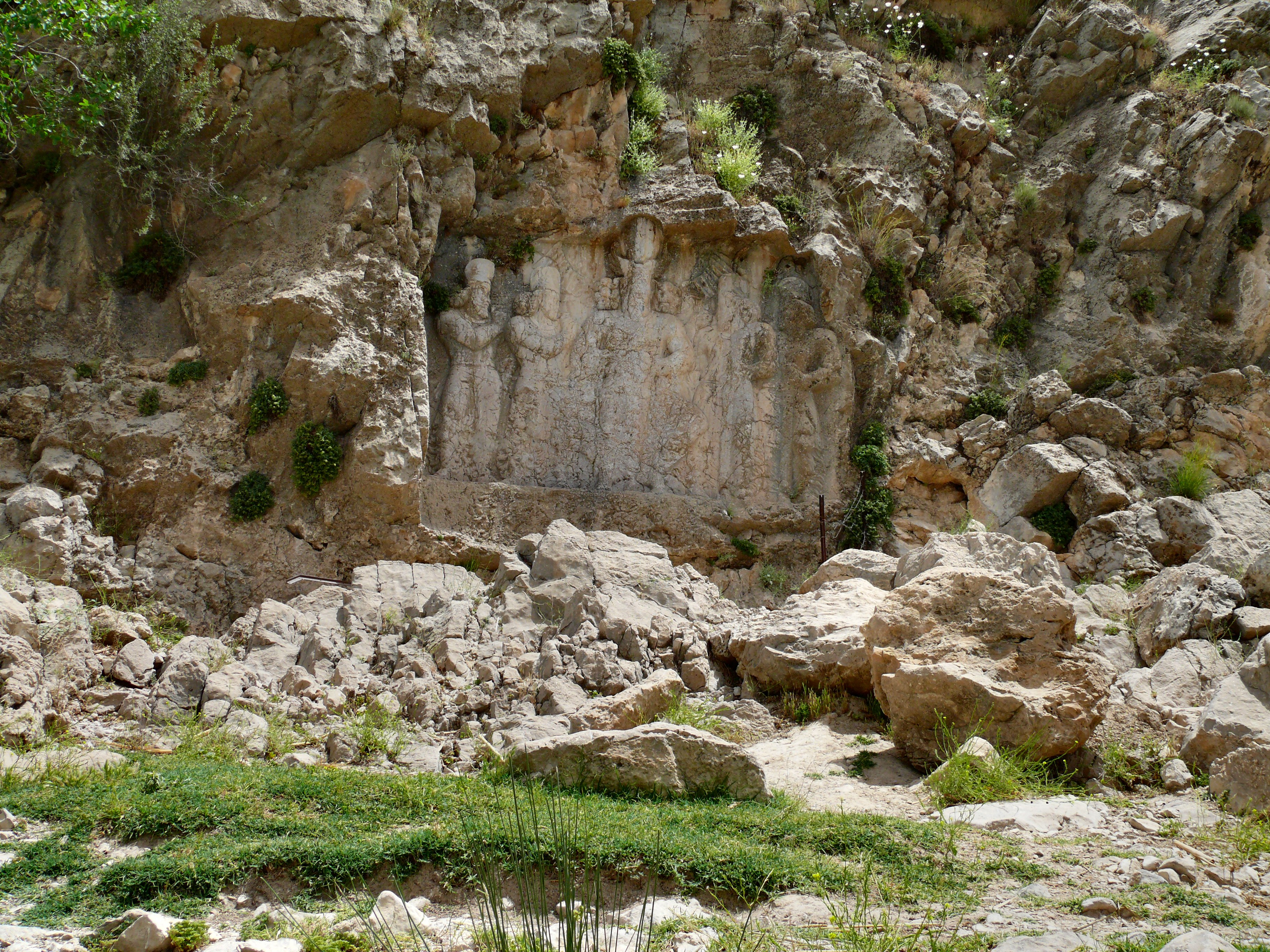
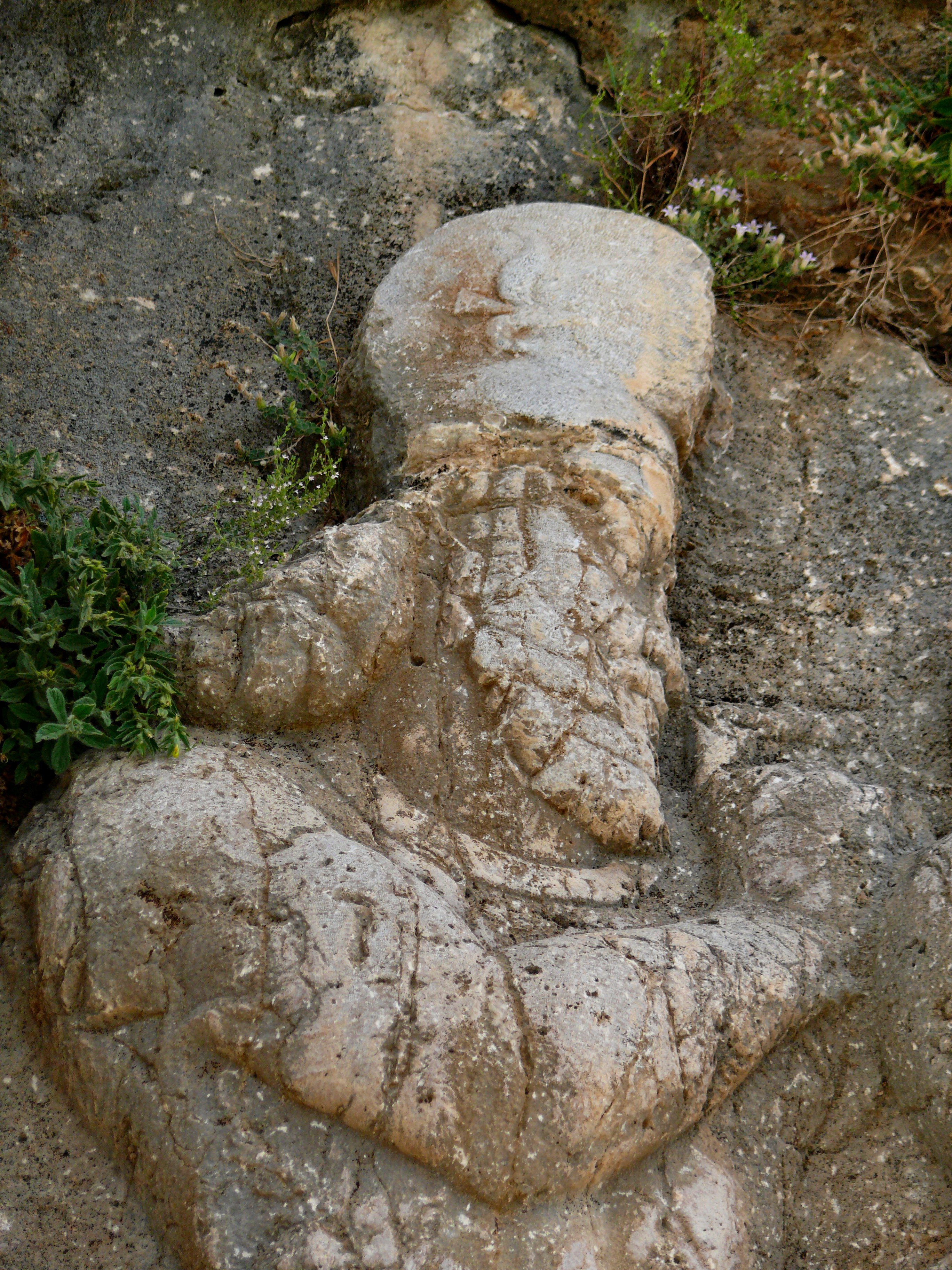
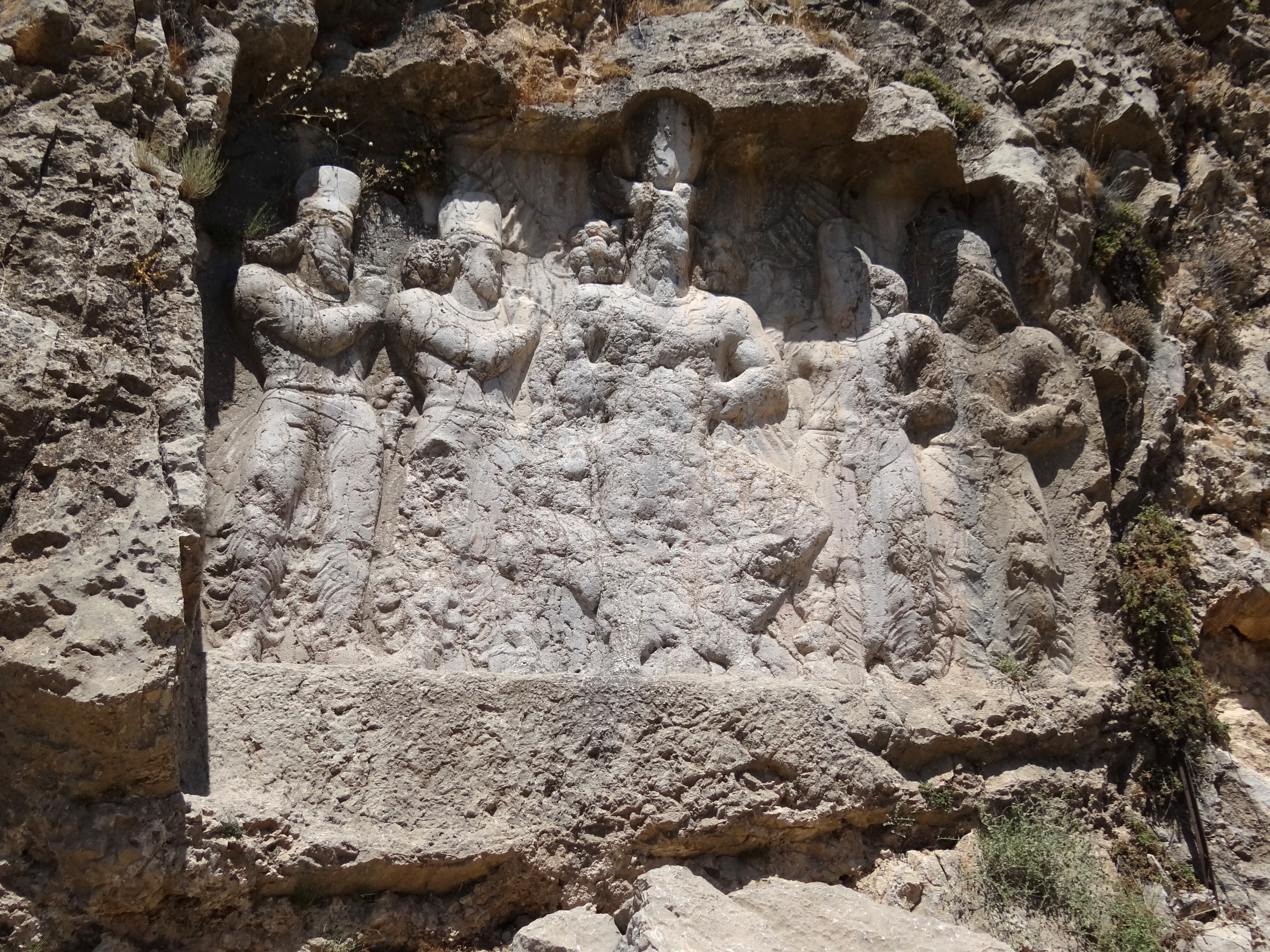
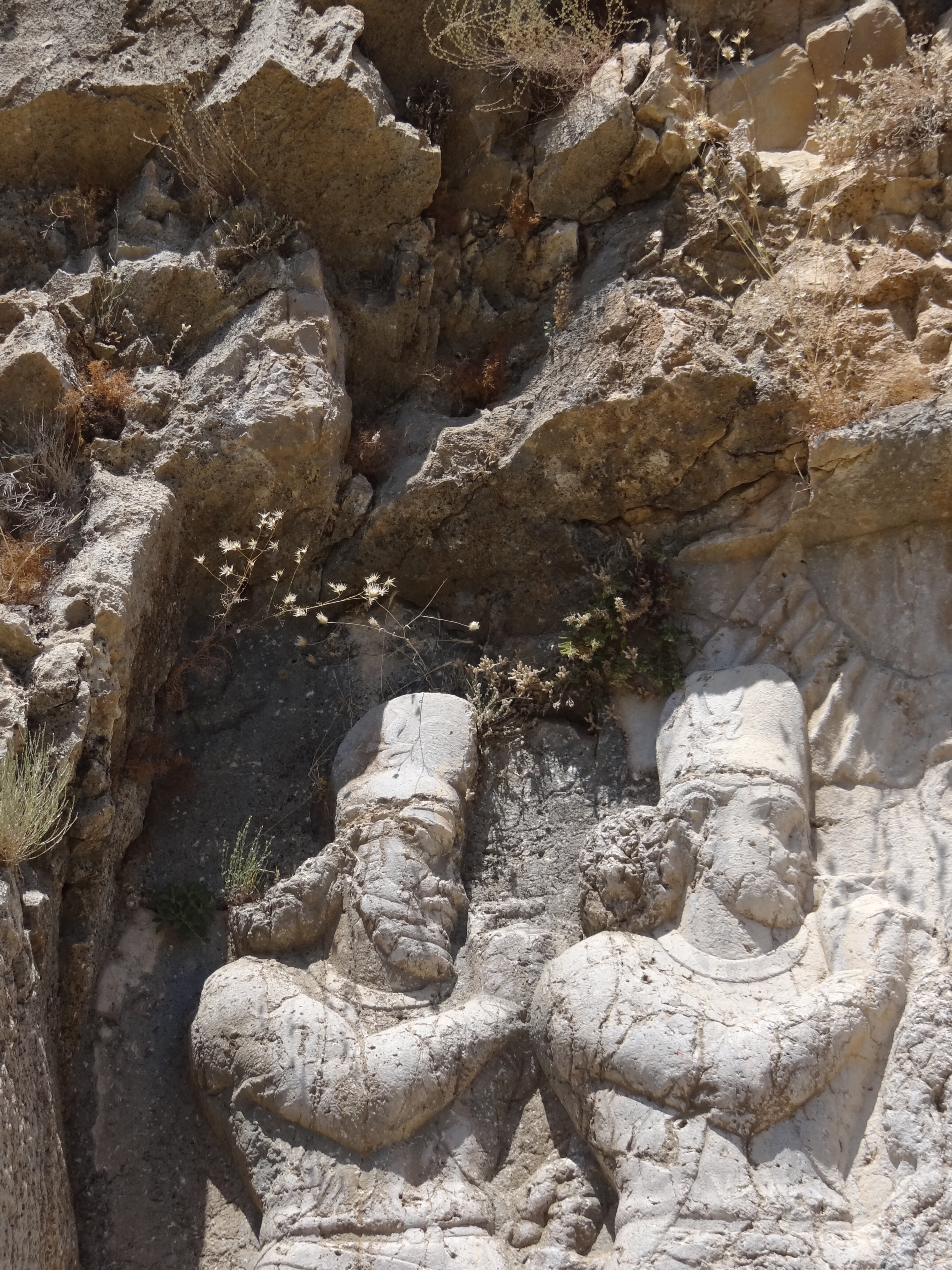